# Lake Island (Antarktika)
Lake Island (von englisch lake ‚See‘) ist eine kleine Insel vor der Ingrid-Christensen-Küste des ostantarktischen Prinzessin-Elisabeth-Lands. In den Vestfoldbergen unmittelbar westlich der Breidnes-Halbinsel in der Prydz Bay liegt sie zwischen der Plogøy und Flutter Island.
Norwegische Kartographen kartierten sie anhand von Luftaufnahmen der Lars-Christensen-Expedition 1936/37. Wissenschaftler einer von 1957 bis 1958 durchgeführten Kampagne im Rahmen der Australian National Antarctic Research Expeditions kartierten sie erneut und benannten sie nach dem See im nördlichen Teil der Insel.